# Fête du Travailleur Alpin
Fête du Travailleur Alpin, afgekort Fête du TA, is een jaarlijks driedaags cultureel en politiek festival in Frankrijk. Het wordt sinds 1929 georganiseerd door de afdeling Isère van de Franse Communistische Partij (PCF), die in 1928 de krant Le Travailleur Alpin had opgericht. Het feest vindt jaarlijks plaats in juni in Fontaine bij Grenoble en trekt gemiddeld zo'n 7000 deelnemers. Fête du TA is een jaar ouder dan het veel grotere en nationaal bekende Fête de l'Humanité, dat een gelijkaardige oorsprong heeft.
In de 21e eeuw waren er optredens van onder andere Médine, Kery James, Keny Arkana, HK et Les Saltimbanks, Orchestre national de Barbès, Les Sales Majestés, Les Ramoneurs de menhirs, Les Fatals Picards, Zebda en Tagada Jones.